# Херемі Сарм'єнто
Херемі Сарм'єнто (ісп. Jeremy Sarmiento, нар. 16 червня 2002, Мадрид) — англійський і еквадорський футболіст, нападник клубу «Брайтон енд Гоув Альбіон» та збірної Еквадору. Нині виступає на правах оренди за клуб «Бернлі».

## Клубна кар'єра
Народився 16 червня 2002 року в Мадриді в родині вихідців з Еквадору. У семирічному віці переїхав з батьками до Великої Британії, де почав займатися футболом в системі клубу «Чарльтон Атлетик». Згодом перебував в академії португальської «Бенфіки», а 2021 року повернувся до Англії, приєднавшись до структури «Брайтон енд Гоув Альбіон».
У дорослому футболі дебютував за «Брайтон енд Гоув» в сезоні 2021/22.
1 січня 2024 року «Брайтон енд Гоув» відкликав футболіста з оренди у «Вест Бромвіч Альбіон». В сезоні 2023–2024 зіграв за «Вест Бромвіч» 21 матч та забив два голи. 3 січня 2024 року відправлений на правах оренди в клуб «Іпсвіч Таун» до кінця сезону.

## Виступи за збірні
2017 року дебютував у складі юнацької збірної Англії (U-16), загалом на юнацькому рівні за англійські збірні різних вікових категорій взяв участь у 14 іграх, відзначившись трьома забитими голами.
Згодом прийняв пропозицію на рівні національних збірних захищати кольори історичної батьківщини і 2021 року дебютував в офіційних матчах за національну збірну Еквадору.
2022 року був включений до заявки збірної на тогорічний чемпіонат світу в Катарі.
| Дата       | Місто            | Господарі  | Результат          | Гості      | Турнір                            | Голи | Примітки |
| ---------- | ---------------- | ---------- | ------------------ | ---------- | --------------------------------- | ---- | -------- |
| 7-10-2021  | Гуаякіль         | Еквадор    | 3 – 0              | Болівія    | Відбір до ЧС 2022                 | -    | 64'      |
| 11-11-2021 | Кіто             | Еквадор    | 1 – 0              | Венесуела  | Відбір до ЧС 2022                 | -    |          |
| 16-11-2021 | Сантьяго         | Чилі       | 0 – 2              | Еквадор    | Відбір до ЧС 2022                 | -    |          |
| 24-3-2022  | Сьюдад-дель-Есте | Парагвай   | 3 – 1              | Еквадор    | Відбір до ЧС 2022                 | -    | 66'      |
| 29-3-2022  | Гуаякіль         | Еквадор    | 1 – 1              | Аргентина  | Відбір до ЧС 2022                 | -    | 73'      |
| 3-6-2022   | Гаррісон         | Еквадор    | 1 – 0              | Нігерія    | товариський матч                  | -    | 60'      |
| 6-6-2022   | Чикаго           | Мексика    | 0 – 0              | Еквадор    | товариський матч                  | -    | 71'      |
| 12-6-2022  | Форт-Лодердейл   | Еквадор    | 1 – 0              | Кабо-Верде | товариський матч                  | -    | 46'      |
| 27-9-2022  | Дюссельдорф      | Японія     | 0 – 0              | Еквадор    | товариський матч                  | -    | 46'      |
| 20-11-2022 | Ель-Хаур         | Катар      | 0 – 2              | Еквадор    | ЧС 2022 - груповий етап           | -    | 68'      |
| 25-11-2022 | Ер-Раян          | Нідерланди | 1 – 1              | Еквадор    | ЧС 2022 - груповий етап           | -    | 74'      |
| 29-11-2022 | Ер-Раян          | Еквадор    | 1 – 2              | Сенегал    | ЧС 2022 - груповий етап           | -    | 46'      |
| 24-3-2023  | Сідней           | Австралія  | 3 – 1              | Еквадор    | товариський матч                  | -    | 30'      |
| 21-3-2024  | Гаррісон         | Еквадор    | 2 – 0              | Гватемала  | товариський матч                  | -    | 73'      |
| 24-3-2024  | Гаррісон         | Італія     | 2 – 0              | Еквадор    | товариський матч                  | -    | 80'      |
| 9-6-2024   | Чикаго           | Аргентина  | 1 – 0              | Еквадор    | товариський матч                  | -    | 78'      |
| 16-6-2024  | Іст-Гартфорд     | Еквадор    | 2 – 1              | Гондурас   | товариський матч                  | 1    | 76'      |
| 22-6-2024  | Санта-Клара      | Еквадор    | 1 – 2              | Венесуела  | Копа Америка 2024 - груповий етап | 1    | 29' 63'  |
| 26-6-2024  | Парадайз         | Еквадор    | 3 – 1              | Ямайка     | Копа Америка 2024 - груповий етап | -    | 90+5'    |
| 30-6-2024  | Глендейл         | Мексика    | 0 – 0              | Еквадор    | Копа Америка 2024 - груповий етап | -    | 76'      |
| 4-7-2024   | Х'юстон          | Аргентина  | 1 – 1 (4 – 2 п.п.) | Еквадор    | Копа Америка 2024 - чвертьфінал   | -    | 76'      |
| 6-9-2024   | Куритиба         | Бразилія   | 1 – 0              | Еквадор    | Відбір до ЧС 2026                 | -    | 46'      |
| 10-10-2024 | Кіто             | Еквадор    | 0 – 0              | Парагвай   | Відбір до ЧС 2026                 | -    | 46'      |
| 14-11-2024 | Гуаякіль         | Еквадор    | 4 – 0              | Болівія    | Відбір до ЧС 2026                 | -    | 68'      |
| Усього     |                  | Матчів     | 24                 |            | Голів                             | 2    |          |